# Pineda de Bernils

La Pineda de Bernils, respecte del terme de Castellcir

La Pineda de Bernils és un bosc de pins blancs del terme municipal de Castellcir, de la comarca del Moianès.
Està situat a l'extrem oriental del terme, a tocar del límit amb Sant Quirze Safaja. És damunt, al sud, de la Balma Fosca, a l'esquerra del torrent del Bosc i a la dreta del Xaragall de la Serreta, a l'extrem oriental de la Baga de la Balma Fosca, en el vessant nord-oest de la Serra de Bernils.